# 辻信太郎
辻 信太郎（つじ しんたろう、1927年12月7日 - ）は、日本の実業家、作家。山梨県職員を経て、株式会社サンリオを創業。同社代表取締役会長。

## 来歴・人物
創業以来2020年6月まで同社の社長を務めた。サンリオ作品の原作・脚本を執筆するなどの創作活動も手がけている。日本文芸家協会・日本ペンクラブ会員。
長男はサンリオ副社長を務めた辻邦彦（2013年没）。また現社長・辻朋邦は孫。
サンリオが発行する『いちご新聞』で毎号コラムを掲げる「いちごの王さま」は辻の分身的存在であり、王さまの姿を借りて「世界中がみんな仲良く平和に暮らせるように」との願いを発信し続けている。

## 略歴
- 1927年12月7日 - 山梨県甲府市に生まれる。辻家は五百年続く旧家で、武田信玄の二十四将の一人山県昌景の子孫を称する[2]。曽祖父の辻彌蔵は将棋棋士（六段）で、望仙閣・開峡楼と並ぶ甲府市の三大料理店の名声を博した割烹料理店「三省楼」を経営した[3]。
- 1945年 - 山梨県立甲府中学校（現・山梨県立甲府第一高等学校）卒業。兵役を避けるために旧制桐生工業専門学校（現・群馬大学工学部）に進学。専攻は応用化学。在学中はサッカリンや石鹸などを作って闇市で販売した[4]。在学中に甲府空襲があり、たまたま帰省していて遭遇[5]。生家は全焼した[6]。
- 1947年 - 桐生工業専門学校化学工業学科卒業。
- 1949年 - 山梨県庁入庁。
- 1960年8月 - 山梨県庁を退職。県庁の外郭団体を民営化の上で独立させた同名の「株式会社山梨シルクセンター」（1973年より株式会社サンリオ）を設立。代表取締役社長[7]。県庁退職の際は県政功労者として3階級特進[注釈 1]を受けた。知事から酒類販売業免許を受けた[注釈 2]が、社員に重量物を運ばせることは信念に反するとして返納している[4]。
- 1984年2月 - 株式会社ココロの代表取締役会長に就任[7]。
- 1987年11月12日 - 株式会社サンリオピューロランド設立、同社の代表取締役社長に就任。
- 1988年10月22日 - 株式会社ハーモニーランド設立、同社の代表取締役社長に就任[7]。
- 1990年4月 - 辻アジア交流基金（特定公益増進法人辻アジア国際奨学財団を経て、2014年に公益財団法人辻国際奨学財団）設立[8]。
- 1991年5月3日 - テレビ東京ワールドビジネスサテライト「GW特集　子供の夢をビジネスにした男」で初のテレビ取材を受ける[6]。
- 2009年7月1日 - 株式会社サンリオエンターテイメント設立、同社の代表取締役社長兼会長に就任[7]。
- 2010年 - 株式会社サンリオエンターテイメント代表取締役会長に就任（代表取締役社長は佐藤誠）[7]。
- 2013年11月20日 - 株式会社サンリオ代表取締役副社長で長男の辻邦彦を急病により失う[9]。
- 2020年7月1日 - 創業以来務めた社長から会長に退く。後任は孫で専務だった辻朋邦[10]。
- 2020年8月27日 - 「普通はテレビ受けないの。今回は絶対に言い残したい事があって最後だから」と約30年ぶりのテレビ取材に応じ、反戦を語る[6]。
- 2021年8月、TBSテレビ『戦後76年プロジェクト　つなぐ、つながる』の取材に応じ反戦を語る[11]。
- 2024年、文化庁長官特別表彰[12]。

## エピソード
著書『これがサンリオの秘密です。』中で、マクシム・ゴーリキーの戯曲『どん底』、アンドレ・ジッドの小説『狭き門』、ジャン＝ポール・サルトルの小説『壁』に感銘を受けたと記している。いちご新聞の連載などでは、中国の古典からの引用も見られる。

## 主な作品
- 愛のファミリー（製作総指揮） - 第50回アカデミー賞の長編ドキュメンタリー映画賞を受賞[13][14]。
- くるみ割り人形（企画・脚本）
- シリウスの伝説（原作・企画・製作）
- キキとララの青い鳥（製作総指揮）
- 森のメルヘン - 白い子鹿 ミエル（原作）
- 想い出を売る店（原作）
- 妖精フローレンス（原作）
- ちっちゃな英雄（原作）

## 主な著書
- 『湖のメルヘン』サンリオ、2008年 ISBN 978-4-387-08087-9
- 『いちごの王さまのメッセージ』 サンリオ、2007年12月 ISBN 978-4-387-07141-9
「いちご新聞」でいちごの王さまとして綴った480本の同名コラムから32本を選んでまとめたもの。
- 『大切な仲間たち 〜ねずみ物語〜』サンリオ、2007年 ISBN 978-4-387-07039-9
- 『卯歳生まれは、ベタモテ運の人―気のつかい過ぎは優しさの証明』三五館、2004年 ISBN 978-488320-296-6
- 『これがサンリオの秘密です。』扶桑社、2000年 ISBN 978-4-594-02866-4
- 『社長大学―ホンネで語る20の極意』日本経済新聞社、1989年 ISBN 978-4-532-09488-1